# Заведение (Пермский край)
Заведение — деревня в Пермском районе Пермского края. Входит в состав Сылвенского сельского поселения.

## Географическое положение
Расположена в верхнем течении реки Мостовая, примерно в 6 км к западу от административного центра поселения, посёлка Сылва.

## Население
| 2010 |
| ---- |
| 4    |

## Топографические карты
- Лист карты O-40-66 Сылва. Масштаб: 1 : 100 000. Издание 1977 г.